# Antònia Pascual Flaquer
Antònia Pascual Flaquer (Capdepera, c. 1911 - Manacor, 5 de gener de 1937) fou una militant comunista mallorquina.
Antònia va néixer a Capdepera, però s'instal·là amb la família al barri del Molinar de Palma, ja que la seva mare, Caterina Flaquer, s'acabava de separar del seu home i allà es guanyava la vida fent senalles. Antònia era la més gran de les germanes i treballava brodant a la Casa Singer, a la plaça de Cort de la Ciutat de Mallorca. La literatura la qualifica de «persona de molta empenta».
Tota la família estava adscrita al Partit Comunista, igualment que el seu company, Lluís Montero, el qual també moriria afusellat. Durant el període republicà participà en nombrosos mítings, un dels quals fou la commemoració del dia de la Dona Treballadora. Antònia, juntament amb la seva mare, feu un discurs a l'acte de dones dels partits de centreesquerra, que va tenir lloc al barri de Santa Catalina, el 8 de març de 1936. El mateix dia, Antònia presidí la mesa a la Casa del Poble i parlà de l'origen i el sentit de la commemoració. Aquell mateix 3 de març també va intervenir en un altre acte només per a dones de Llucmajor.
Fou empresonada l'any 1934 arran de la Revolució d'Octubre. El 1936, amb la sublevació militar, Antònia va desaparèixer els primers dies i no s'ha pogut esbrinar mai el seu amagatall. Finalment fou detinguda i conduïda a la presó de dones de Can Sales (Palma), on es reuní amb la seva mare i la seva germana, Maria.
La nit del 5 de gener del 1937, la zeladora les cridà totes tres, juntament amb una veïna del barri del Molinar, Aurora Picornell. Les assassinaren a Manacor aquell mateix dia. Des d'aleshores són conegudes com «les roges des Molinar».